# Превалска река
Превалска река (Превалска Огоста) е река в Северозападна България, област Монтана – община Чипровци, ляв приток на река Огоста. Дължината ѝ е 19 km.
Превалска река извира североизточно от връх Голямо Язово (1573 m), най-високият връх на Язова планина) на 1356 m н.в. До село Превала тече на североизток дълбока и залесена долина. След това завива на югоизток, долината ѝ се разширява и служи за граница между Язова планина (част от Стара планина) на юг и Широка планина (част от Предбалкана) на север. Влива се отляво в река Огоста на 293 m н.в., на около 500 m югозападно от село Белимел.
Площта на водосборния басейн на реката е малък – 94 km2, което представлява едва 3% от водосборния басейн на река Огоста.
Списък на притоците на Превалска Огоста: → ляв приток ← десен приток:
- ← Левица
- → Ражин дол
- ← Реката
- → Чешмичан дол

Водите на реката се използват основно за напояване и за водобснабдяване на село Превала.
По течението ѝ са разположени три села: Превала, Горна Лука и Митровци.
От устието на реката, нагоре по левия ѝ бряг до село Превала, на протежение от 9,3 km преминава третокласен път № 102 от Държавната пътна мрежа Монтана – Белоградчик – Димово.
На около 1,7 km нагоре по реката от село Горна Лука се намира красивата пещера Мишин камък, а под село Превала – пещерата Шупли камък.

## Топографска карта
- Лист от карта K-34-22. Мащаб: 1 : 100 000.